# 西歸浦市

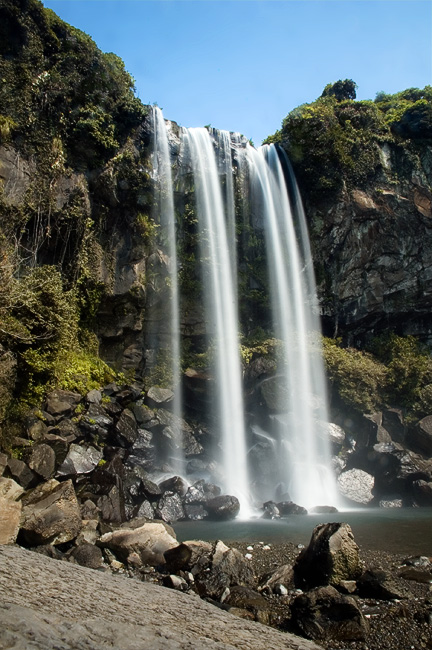
正房瀑布

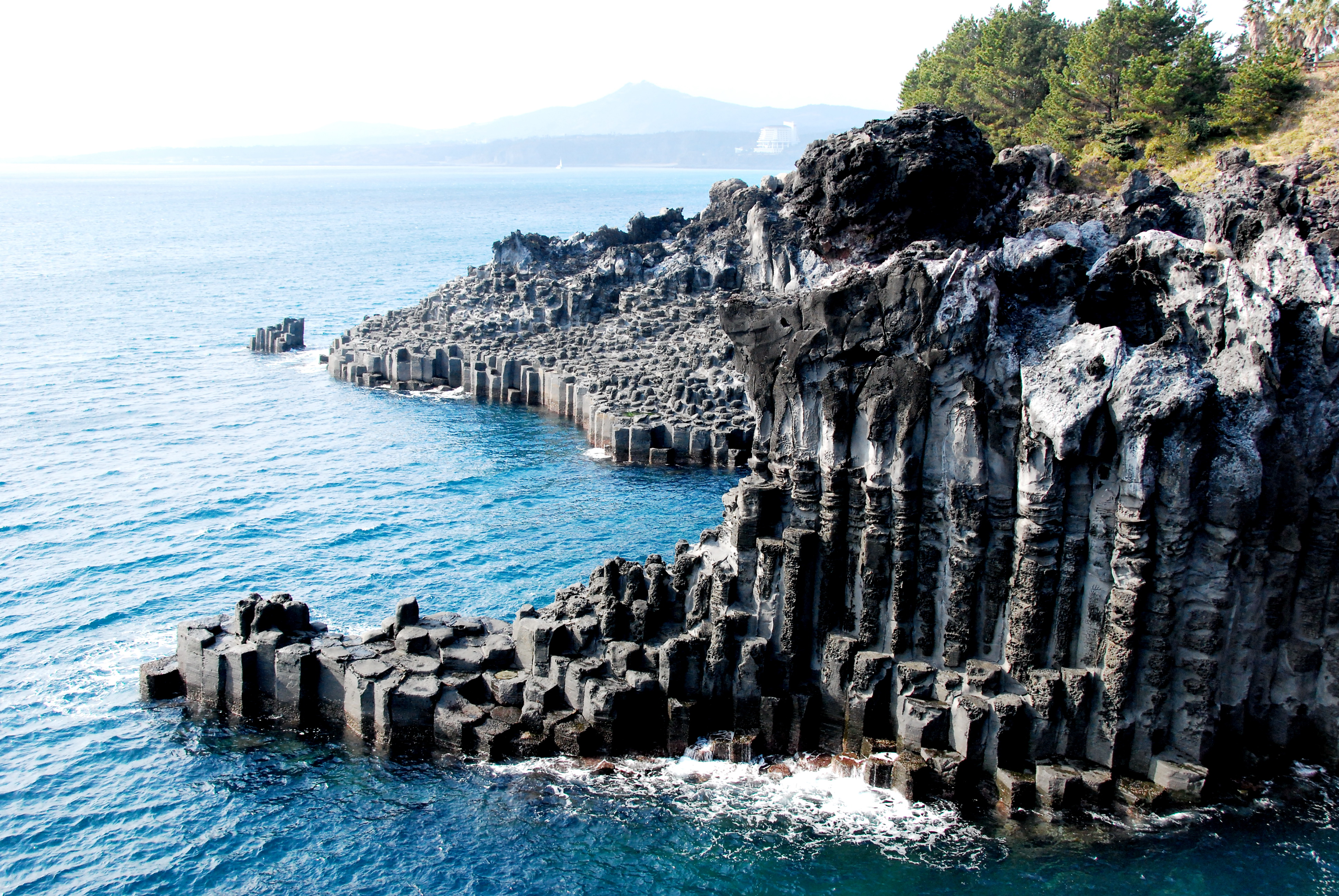
济州岛火山柱状节理海岸

西歸浦市（：／ Seogwipo si */?）是一個位於韓國濟州特別自治道南部、韓國最南端的城市。

## 地理
西歸浦市位於濟州島的南部，北面與濟州市及漢拏山接壤，南面面向朝鮮海峽。

### 屬下島嶼
- 加波島
- 馬羅島
- 離於島 - 雖然主張擁有其主權，但不為中國政府所承認。

## 氣候
年平均氣溫為15.7℃，為韓國國內擁有最暖氣候的地方。此外，西歸浦市也是韓國降雨量最高的地方。

## 歷史
- 1946年，道制開始在濟州島實施，南濟州郡西歸浦面及中文面成立。
- 1956年，西歸浦面獲升格為邑。
- 1981年7月，西歸浦邑與中文面合併，並成為西歸浦市。
- 2006年7月，整合南濟州郡。

## 行政
西歸浦市合共由3邑、2面、12洞組成。
- 大靜邑
- 南元邑
- 城山邑
- 安德面
- 表善面
- 松山洞
- 正房洞
- 中央洞
- 天地洞
- 孝敦洞
- 靈泉洞
- 東烘洞
- 西烘洞
- 大倫洞
- 大川洞
- 中文洞
- 猊來洞

## 觀光
西歸浦是每年有超過400萬人造訪的國際性旅遊點。
市內自然環境豐富，在漢拏山及海岸有不少極好的觀景地點。此外，遊客亦可乘坐遊覽船及潛水艇觀賞近海島嶼及其海岸。
西部的中文觀光團地是韓國最好的集積地，該處有不少觀光設施及名勝。

### 旅遊設施
- 泰迪熊博物館（Teddy Bear Museum）
- 如美地植物園
- 奇堂美術館
- 李仲燮展示館
- 韓國棒球榮譽殿堂
- 中文民俗博物館
- 城邑民俗村
- 太平洋樂園（Pacific Land）

### 名勝
- 藥泉寺
- 山房山（朝鲜语：산방산）
- 李仲燮街
- 漢拏山
- 柱狀節理
- 天帝淵瀑布
- 天地淵瀑布
- 正房瀑布

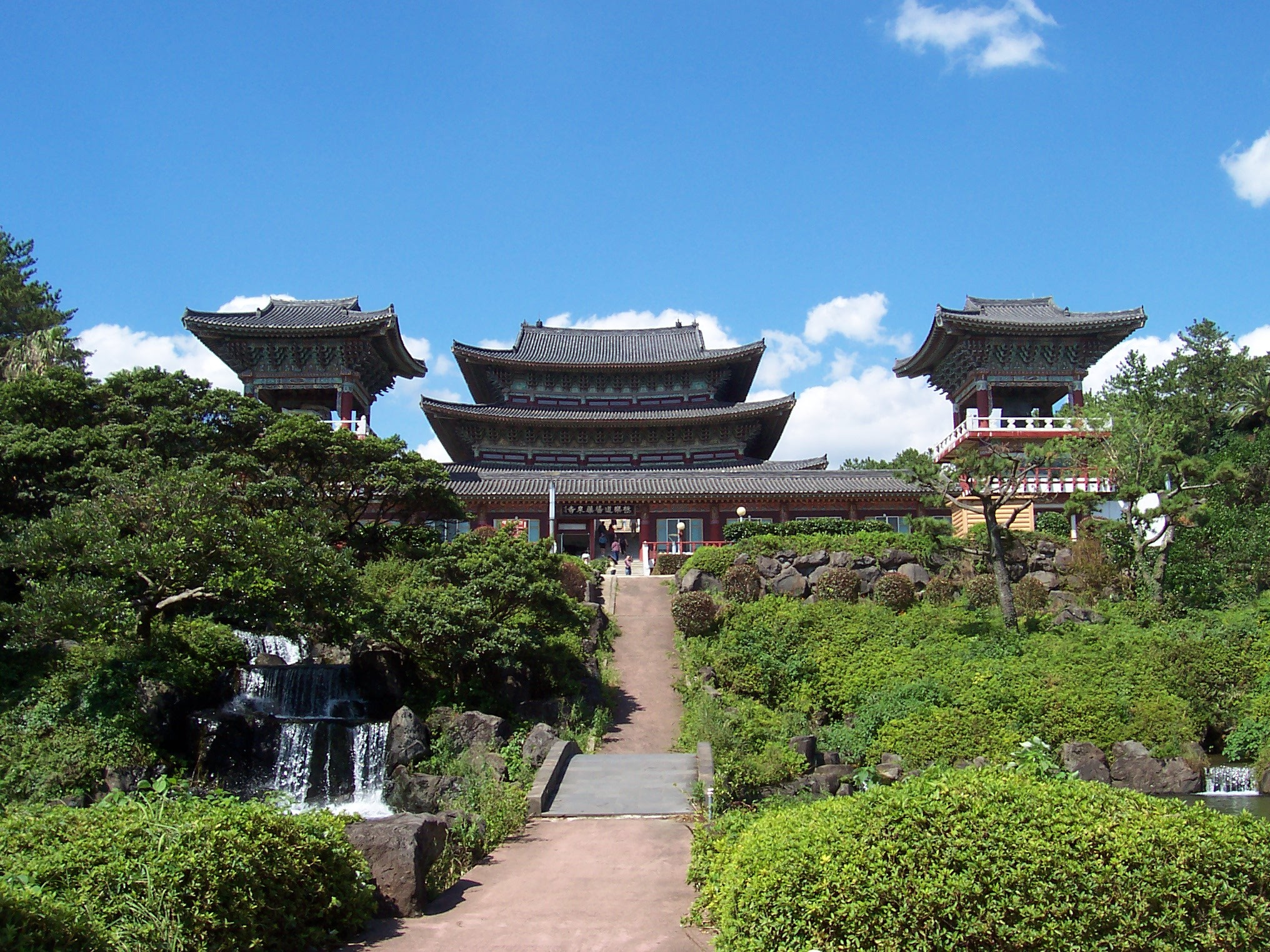
亚洲最大寺院药泉寺

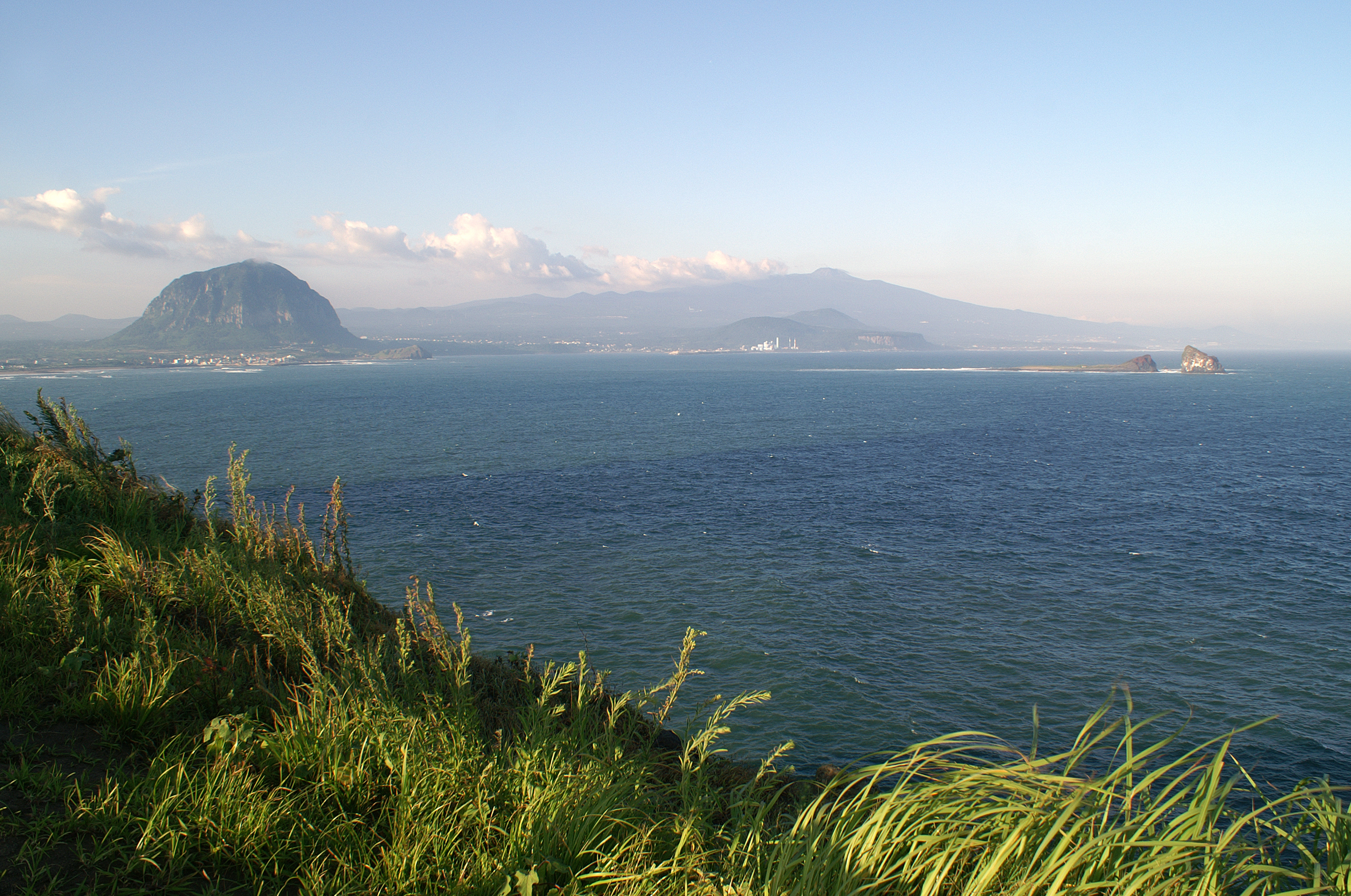
山房山

- Eongtto（大坑）瀑布（엉또 폭포）

## 體育

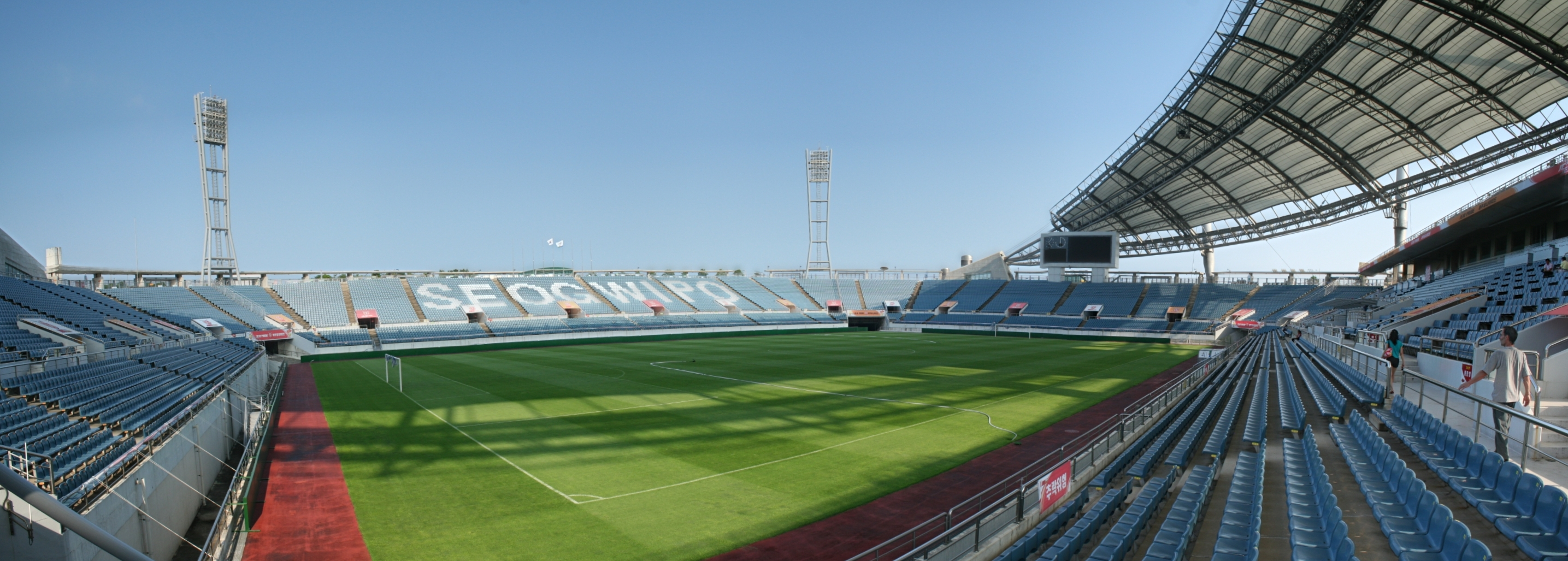
濟州世界盃競技場

西歸浦市因為氣候溫暖、體育競賽場地充裕，有不少韓國國內外的體育比賽選擇在此舉行。其中的濟州世界杯競技場為2002年世界盃足球賽的會場之一。
此外，亦有不少旅客在西歸浦市觀光期間，進行高爾夫球、騎馬、海上活動等運動。

## 友好城市
國內：
- 首爾特別市龍山區（1996年11月1日）
- 京畿道安陽市（2001年10月12日）
- 京畿道安城市（2011年5月6日）
- 京畿道利川市（2005年5月19日）
- 全羅北道郡山市（2009年12月8日）
- 全羅南道麗水市（2009年10月29日）
- 全羅南道長興郡（2011年5月13日）
- 全羅南道高興郡（2011年11月15日）
- 江原道鐵原郡（1996年2月2日）
- 江原道太白市（2014年12月22日）

國外：
- 日本和歌山縣紀之川市（1987年2月20日）
- 日本佐賀縣唐津市（1994年9月14日）
- 日本茨城縣鹿嶋市（2003年11月26日）
- 中国山東省龍口市（1999年4月20日）
- 中国遼寧省興城市（1996年11月12日）
- 中国浙江省杭州市（2000年5月2日）
- 中国海南省三亞市（1999年11月19日）
- 中国河北省秦皇岛市（2009年7月7日）

## 外部連結
- 西歸浦市政府Archive.today的存檔，存档日期2012-12-19官方網站（英文）（日語）（简体中文）
- 西歸浦市政府的Facebook專頁
- 西歸浦市政府的X（前Twitter）
- 西歸浦市政府 （页面存档备份，存于）的Naver部落格